# Aeroportul Municipal Orangeburg
Aeroportul Municipal Orangeburg (IATA: OGB, ICAO: KOGB, FAA LID: OGB) este un aeroport din Carolina de Sud, Statele Unite ale Americii ce deservește zona Orangeburg⁠(d). Aeroportul a fost tranzitat în 2019 de 16 pasageri. A fost numit după zona deservită.
Situat la o altitudine de 59 m, aeroportul dispune de 1 pistă.

## Infrastructură

### Piste
Aeroportul dispune de o singură pistă. Pista 05/23 are suprafața de asfalt și dimensiunile 4.508 picioare × 100 picioare. 